# أعمال تجارية إلكترونية

مخطط يوضح طرق الأتصال بالانترنت وكيفية تبادل الأعمال عبر الانترنت

الأعمال التجارية الإلكترونية (بالإنجليزية: Electronic Business)- التي يشار إليها غالبا بـ (e-Business) إِ - بيزنس - يقصد بها كافة الأنشطة التجارية التي تستخدم تكنولوجيا المعلومات والاتصالات مثل الإنترنت والاتصالات وغيرها. يشتمل مصطلح الأعمال الإلكترونية علي كافة الأنشطة الإلكترونية الأخرى مثل: التجارة الإلكترونية - التسويق الإلكتروني - الاتصالات الإلكترونية ومنها البريد البريد الإلكتروني - الدفع الإلكتروني- B2B) والتي يتم تبادل المنتجات والخدمات بين الشركات والجماعات والأفراد، حيث يمكن رؤيتها بأنها واحدة من الأنشطة الأساسية في أي عمل. وتركز التجارة الإلكترونية على استخدام تكنولوجيا المعلومات والاتصالات لتمكين الشركات من الاستفادة من الأنشطة والعلاقات الخارجية مع الأفراد والجماعات والشركات الأخرى.

## تاريخه

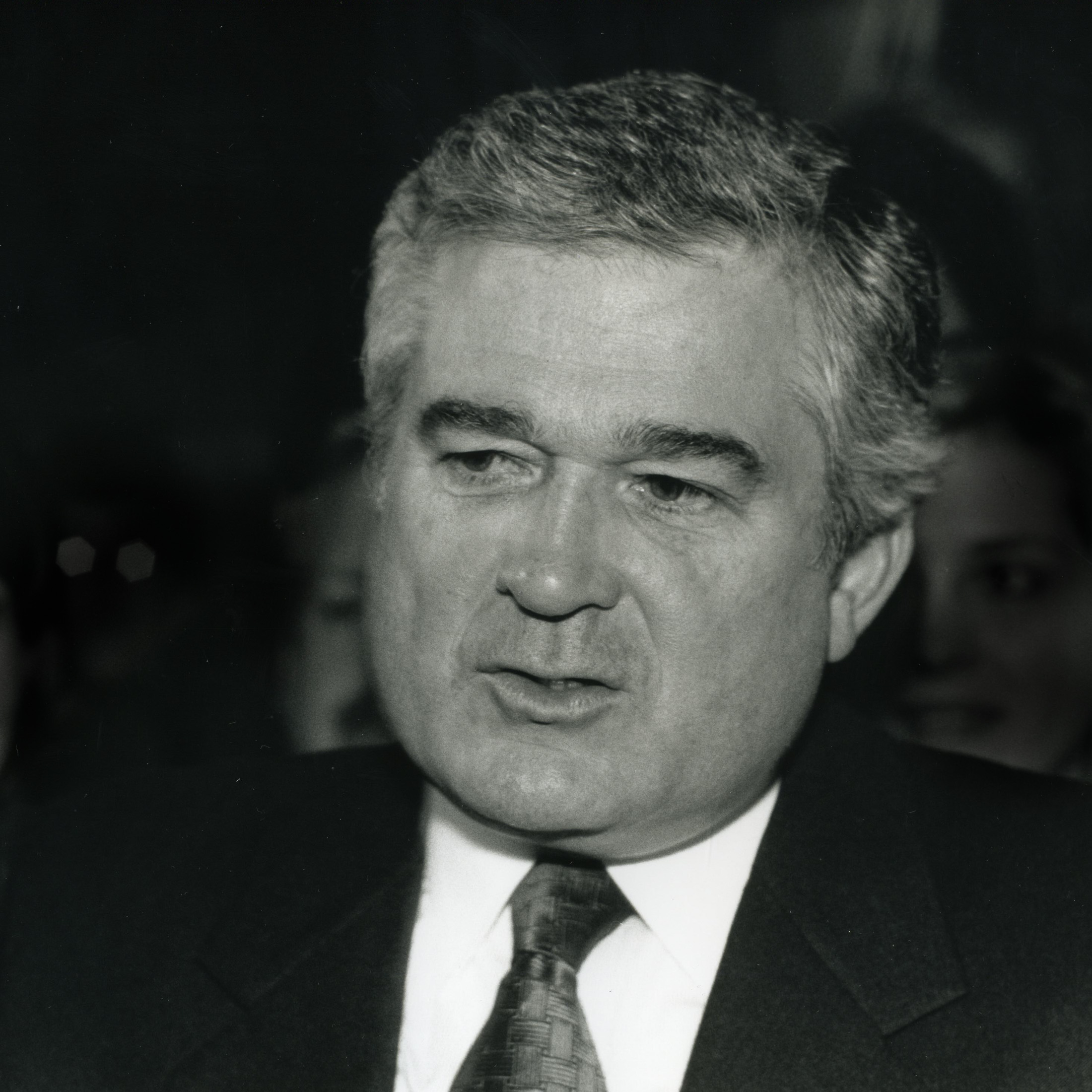
صورة لويس جرستنر أول من تحدث عن مصطلح الأعمال الإلكترونية

ظهر مصطلح الأعمال الإلكترونية لأول مرة عام 1996 في كتاب «من يقول ان الافيال لا تستطيع الرقص ؟» قام لويس جرستنر، المدير التنفيذي السابق لإي بي إم، بغزو مصطلح «الأعمال التجارية الإلكترونية» لفرق الإنترنت والتسويق في إي بي إم في عام 1996.

## علاقتها بالتخصصات الأخرى
عمليا فأن الأعمال التجارية الإلكترونية هي أكثر من مجرد تجارة إلكترونية. ففي حين أن الأعمال الإلكترونية تشير إلى مزيد من التركيز الاستراتيجي، مع التأكيد على المهام التي تتم باستخدام القدرات الإلكترونية، فإن التجارة الإلكترونية هي مجموعة فرعية من الاستراتيجية الشاملة للأعمال الإلكترونية. وتسعى التجارة الإلكترونية إلى إضافة عوائد متدفقة من استخدام شبكة ويب العالمية، أو الإنترنت من أجل بناء وتعزيز العلاقات مع العملاء والشركاء وتحسين الكفاءة باستخدام إستراتيجية «السفينة الفارغة». وفي كثير من الأحيان، تنطوي التجارة الإلكترونية على تطبيق نظم إدارة المعرفة.
تنطوي الأعمال الإلكترونية على العمليات التجارية التي تمتد لتغطي سلسلة القيمة بأكملها: الشراء الإلكتروني وإدارة سلسلة التوريد، تجهيز الطلبات إلكترونيا، التعامل مع خدمة العملاء، والتعاون مع شركاء الأعمال. وتقوم معايير تقنية خاصة بالأعمال الإلكترونية بتسهيل تبادل البيانات بين الشركات. كما تسمح حلول برمجيات الأعمال الإكترونية بالتكامل بين العمليات الداخلية وبين الشركات. ويمكن أن تتم الأعمال الإلكترونية باستخدام الويب، الإنترنت، الإنترانت، الإكسترانت، أو مزيج من بعضهم.

## أقسامها
تطبيقات يمكن تقسيمها إلى ثلاث فئات:
1. أنظمة العمل الداخلية:
  - إدارة علاقات العملاء
  - تخطيط موارد المؤسسات
  - نظم إدارة المستندات
  - إدارة الموارد البشرية
2. الاتصال والتعاون المؤسسي:
  - الصوت عبر بروتوكول الإنترنت
  - نظام إدارة المحتوى
  - بريد إلكتروني
  - بريد صوتي
  - عقد المؤتمرات على الويب
  - تدفقات العمل الرقمية (أو إدارة العملية التجارية)
3. التجارة الإلكترونية - التجارة الإلكترونية بين المؤسسات (B2B) أو التجارة الإلكترونية بين المؤسسة والمستهلك (B2C):
  - متجر الإنترنت
  - إدارة سلسلة التوريد
  - التسويق عبر الإنترنت
  - التسويق غير المتصل بالإنترنت

## نماذج
عندما تتواجد المنظمات على الإنترنت، فعليهم أن يقرروا نماذج الأعمال الإلكترونية التي تناسب أهدافهم. فيعرف نموذج الأعمال بأنه تنظيم المنتجات، الخدمات وتدفق المعلومات، ومصدر الإيرادات والفوائد التي تعود على الموردين والعملاء. وهو نفسه مفهوم نموذج الأعمال الإلكترونية ولكنه يستخدم في الوجود على الإنترنت. بالقائمة التالية معظم نماذج الأعمال التجارية الإلكترونية المعتمدة حاليا، مثل:
- المتاجر الإلكترونية
- التجارة الإلكترونية
- الشراء الإلكتروني
- مراكز التسوق الإلكترونية
- المزادات الإلكترونية
- المجتمعات الافتراضية
- منصات التعاون
- أسواق الطرف الثالث
- موحدات سلسلة القيمة
- مقدمي خدمات سلسلة القيمة
- سمسرة المعلومات[3]
- الاتصالات السلكية واللاسلكية

### تصنيف من حيث المورد والمستهلك
عند تقسيم العالم إلى موردين/منتجين ومستهلكين/عملاء، فيمكن لنا تصنيف الأعمال التجارية الإلكترونية في الفئات التالية:
- بين المؤسسات (B2B)
- بين المستهلك والمؤسسة (C2B)
- بين المؤسسة والموظف (B2E)
- بين المؤسسة والحكومة (B2G)
- بين الحكومة والمؤسسة (G2B)
- بين الحكومات (G2G)
- بين الحكومة والمواطن (G2C)
- بين المستهلك والمستهلك (C2C)
- بين المستهلك والمؤسسة (C2B)

ومن الجدير بالذكر أن هناك روابط أقل تشير «إلى أعلى» من «إلى أسفل» (موظف صغير / مستهلك / مواطن إلى عدد لا نهائى من النماذج).